# Jos van Herpen
Jos van Herpen (Vught, 28 april 1962) is een Nederlands voormalig voetballer die als verdediger speelde.
Van Herpen begon bij FC Den Bosch waarmee hij in 1983 naar de Eredivisie promoveerde. Van 1986 tot 1988 kwam hij uit voor Feyenoord. Ook kwam Van Herpen in drie periodes uit voor RKC. Hij speelde twee seizoenen in Frankrijk bij FC Brest Armorique en een paar maanden in de Belgische tweede klasse bij KVK Tienen. Naast het voetbal begon hij een sportzaak in Vught.